# Simona Gherman
Simona Gherman (nacida como Simona Alexandru, Bucarest, 12 de abril de 1985) es una deportista rumana que compite en esgrima, especialista en la modalidad de espada.
Participó en dos Juegos Olímpicos de Verano, obteniendo una medalla de oro en Río de Janeiro 2016, en la prueba por equipos (junto con Simona Pop, Ana Maria Popescu y Loredana Dinu), y el sexto lugar en Londres 2012, en las pruebas individual y por equipos. En los Juegos Europeos de Bakú 2015 obtuvo una medalla de oro en la prueba por equipos y una de bronce en la prueba individual. 
Ganó tres medallas en el Campeonato Mundial de Esgrima entre los años 2010 y 2015, y diez medallas en el Campeonato Europeo de Esgrima entre los años 2008 y 2016.

## Palmarés internacional
| Juegos Olímpicos   | Juegos Olímpicos        | Juegos Olímpicos  | Juegos Olímpicos   |
| Año                | Lugar                   | Medalla           | Prueba             |
| ------------------ | ----------------------- | ----------------- | ------------------ |
| 2016               | Río de Janeiro (Brasil) | Medalla de oro    | Espada por equipos |
| Campeonato Mundial |                         |                   |                    |
| Año                | Lugar                   | Medalla           | Prueba             |
| 2010               | París (Francia)         | Medalla de oro    | Espada por equipos |
| 2011               | Catania (Italia)        | Medalla de oro    | Espada por equipos |
| 2015               | Moscú (Rusia)           | Medalla de plata  | Espada por equipos |
| Juegos Europeos    |                         |                   |                    |
| Año                | Lugar                   | Medalla           | Prueba             |
| 2015               | Bakú (Azerbaiyán)       | Medalla de oro    | Espada por equipos |
| 2015               | Bakú (Azerbaiyán)       | Medalla de bronce | Espada individual  |
| Campeonato Europeo |                         |                   |                    |
| Año                | Lugar                   | Medalla           | Prueba             |
| 2008               | Kiev (Ucrania)          | Medalla de oro    | Espada por equipos |
| 2009               | Plovdiv (Bulgaria)      | Medalla de oro    | Espada por equipos |
| 2011               | Sheffield (Reino Unido) | Medalla de oro    | Espada por equipos |
| 2012               | Legnano (Italia)        | Medalla de oro    | Espada individual  |
| 2012               | Legnano (Italia)        | Medalla de plata  | Espada por equipos |
| 2014               | Estrasburgo (Francia)   | Medalla de oro    | Espada por equipos |
| 2014               | Estrasburgo (Francia)   | Medalla de bronce | Espada individual  |
| 2015               | Montreux (Suiza)        | Medalla de oro    | Espada por equipos |
| 2016               | Toruń (Polonia)         | Medalla de oro    | Espada individual  |
| 2016               | Toruń (Polonia)         | Medalla de bronce | Espada por equipos |